# Short Music for Short People
Short Music for Short People è una raccolta del 1999 pubblicata dalla Fat Wreck Chords. Contiene canzoni di 101 gruppi di circa 30 secondi ciascuna. A causa di difficoltà tecniche (un CD può contenere fino a 99 tracce), gli ultimi tre brani sono inclusi nella stessa traccia.
A parte alcune eccezioni, tutte le canzoni del disco sono state scritte e registrate specificatamente per questa pubblicazione, su richiesta di Fat Mike, fondatore della Fat Wreck e bassista/cantante dei NOFX. La raccolta ha raggiunto la posizione numero 191 nella Billboard 200.

## Tracce
1. Short Attention Span - 0:08 (Fizzy Bangers)
2. Anchor - 0:30 (Less Than Jake)
3. Ketchup Soup - 0:30 (Teen Idols)
4. All Cops Are Bastards - 0:24 (Terrorgruppe)
5. Overcoming Learned Behavior - 0:27 (Good Riddance)
6. Quit Your Job - 0:24 (Chixdiggit!)
7. Ready - 0:34 (The Living End)
8. Out of Hand - 0:39 (Bad Religion)
9. Asian Pride - 0:29 (Hi-Standard)
10. Steamroller Blues- 0:26 (Aerobitch)
11. Doin' Laundry - 0:29 (Nerf Herder)
12. Freegan - 0:32 (Bigwig)
13. Not Again - 0:31 (Undeclinable Ambuscade)
14. Waste Away - 0:29 (Fury 66)
15. The Radio Still Sucks - 0:28 (The Ataris)
16. Armageddon Singalong - 0:36 (Unwritten Law)
17. Hearts Frozen Solid, Thawed Once More by the Spring of Rage, Despair, and Hopelessness - 0:32 (AFI)
18. Farts Are Jazz to Assholes - 0:33 (Dillinger Four)
19. Surf City - 0:28 (Spread)
20. Back to You - 0:33 ($wingin' Utter$)
21. Outhouse of Doom - 0:34 (The Bar Feeders)
22. Alienation - 0:32 (Citizen Fish)
23. Family Reunion - 0:36 (blink-182)
24. Mirror, Signal, Wheelspin - 0:28 (Goober Patrol)
25. Saturday Night - 0:32 (Killswitch)
26. Bedroom Windows - 0:24 (Enemy You)
27. Sara Fisher - 0:30 (No Use for a Name)
28. The Ballad of Wilhelm Fink - 0:32 (Green Day)
29. Delraiser Part III: Del on Earth - 0:27 (Consumed)
30. Told You Once - 0:11 (The Mr. T Experience)
31. Randal Gets Drunk - 0:28 (Lagwagon)
32. Fishfuck - 0:32 (GWAR)
33. Howdy Doody in the Woodshed - 0:32 (The Dickies)
34. Long Enough to Forget You - 0:29 (Samiam)
35. Erik Sandin's Stand-In - 0:33 (Dogpiss)
36. We Want The Kids - 0:20 (59 Times the Pain)
37. Warren's Song Part 8 - 0:31 (Bracket)
38. No Fgcnuik - 0:31 (NoMeansNo)
39. I Like Food - 0:17 (Descendents)
40. Triple Track - 0:32 (Dance Hall Crashers)
41. Don Camero Lost His Mind - 0:29 (Guttermouth)
42. X-99 - 0:38 (Limp)
43. Faust - 0:31 (Jughead's Revenge)
44. Deny Everything - 0:25 (Circle Jerks)
45. Hand Grenades - 0:36 (The Offspring)
46. Mike Booted Our First Song, So We Recorded This One Instead - 0:28 (Mad Caddies)
47. Union Yes - 0:34 (The Criminals)
48. Dirty Needles - 0:27 (Screeching Weasel)
49. 300 Miles - 0:29 (One Man Army)
50. Klawsterfobia - 0:30 (Strung Out)
51. You Don't Know Shit - 0:34 (Youth Brigade)
52. Doin' Fine - 0:27 (Groovie Ghoulies)
53. John for the Working Man - 0:30 (Tilt)
54. A Prayer for the Complete and Utter Eradication of All Generic Pop-Punk - 0:26 (Spazz)
55. It's a Real Time Thing - 0:31 (The Damned)
56. All My Friends Are in Popular Bands - 0:31 (88 Fingers Louie)
57. I Hate Puck Rock - 0:31 (D.O.A.)
58. Fun - 0:31 (Pulley)
59. To All the Kids - 0:28 (The Vandals)
60. 30 Seconds Till The End of the World - 0:32 (Pennywise)
61. Get a Grip - 0:27 (No Fun at All)
62. Blatty (Human Egg) - 0:32 (Sick of It All)
63. I Got None - 0:29 (ALL)
64. See Her Pee - 0:32 (NOFX)
65. F.O.F.O.D. - 0:31 (7 Seconds)
66. Blacklisted - 0:27 (Rancid)
67. Chandeliers and Souvenirs - 0:29 (Diesel Boy)
68. Your Kung Fu is Old...and Now You Must Die!!! - 0:31 (Adrenalin O.D.)
69. My Pants Keep Falling Down - 0:31 (Frenzal Rhomb)
70. I Hate Your Fucking Guts - 0:30 (The Queers)
71. Comin' to Your Town - 0:26 (D.I.)
72. Spray Paint - 0:32 (Black Flag)
73. Rage Against the Machine Are Capitalist Phonies - 0:28 (White Flag)
74. Bring it to an End - 0:28 (Anti-Flag)
75. Not a Happy Man - 0:35 (Avail)
76. Old Mrs. Cuddy - 0:31 (The Real McKenzies)
77. Traitor - 0:31 (Agnostic Front)
78. Life Rules 101 - 0:31 (Down by Law)
79. Wake Up - 0:32 (Radio Days)
80. Too Bad You Don't Get It - 0:34 (Useless ID)
81. Humanity - 0:35 (Poison Idea)
82. In Your Head - 0:25 (Men O' Steel)
83. Supermarket Forces - 0:32 (Subhumans)
84. Tribute to the Mammal - 0:22 (Buckwild)
85. Pretty Houses - 0:28 (Lunachicks)
86. The Band That Wouldn't Die - 0:38 (Dwarves)
87. Like a Fish in Water - 0:34 (Bouncing Souls)
88. Turn it Up - 0:30 (The Almighty Trigger Happy)
89. Madam's Apple - 0:32 (One Hit Wonder)
90. Staggering - 0:28 (Hotbox)
91. DMV - 0:29 (20%)
92. Big Fat Skinhead - 0:30 (Snuff)
93. Pimmel - 0:34 (The Muffs)
94. Mr. Brett, Please Put Down Your Gun - 0:30 (H2O)
95. Wake Up - 0:33 (Bodyjar)
96. Eyez - 0:26 (Nicotine)
97. Another Stale Cartoon - 0:31 (Satanic Surfers)
98. I Don't Mind - 0:31 (Ten Foot Pole)
99. Welcome to Dumpsville, Population: You / (Misfits) - NY Ranger / (WIZO) - The Count - 1:25 (Caustic Soda)